# Champions olympiques chinois
Liste des sportifs chinois (par sport et par chronologie) médaillés d'or lors des Jeux olympiques d'été et d'hiver, à titre individuel ou par équipe, de 1980 à 2008.

## Jeux olympiques d'été

### Aviron
| Nom                                        | Discipline(s)   | Année(s) |
| Tang Bin Jin Ziwei Xi Aihua Zhang Yangyang | 4 de couple (F) | 2008     |

### Athlétisme
| Nom          | Discipline(s)    | Année(s) |
| Chen Yueling | 10 km marche (F) | 1992     |
| Wang Junxia  | 5 000 m (F)      | 1996     |
| Liping Wang  | 20 km marche (F) | 2000     |
| Liu Xiang    | 110 m haies (H)  | 2004     |
| Xing Huina   | 10 000 m (F)     | 2004     |

### Badminton
| Nom                      | Discipline(s) | Année(s) |
| Ge Fei et Gu Jun         | Double (F)    | 1996     |
| Ji Xinpeng               | Simple (H)    | 2000     |
| Gong Zhichao             | Simple (D)    | 2000     |
| Ge Fei et Gu Jun         | Double (D)    | 2000     |
| Zhang Jun et Gao Ling    | Double (M)    | 2000     |
| Zhang Ning               | Simple (D)    | 2004     |
| Zhang Jiewen et Yang Wei | Double (D)    | 2004     |
| Zhang Jun et Gao Ling    | Double (M)    | 2004     |
| Zhang Ning               | Simple (D)    | 2008     |
| Lin Dan                  | Simple (H)    | 2008     |
| Du Jing et Yu Yang       | Double (F)    | 2008     |

### Boxe
| Nom            | Discipline(s) | Année(s) |
| Zou Shiming    | Mi-mouche     | 2008     |
| Zhang Xiaoping | Mi-lourd      | 2008     |

### Canoë-kayak
| Nom                           | Discipline(s) | Année(s) |
| Meng Guanliang et Yang Wenjun | C-2 500 m (H) | 2004     |
| Meng Guanliang et Yang Wenjun | C-2 500 m (H) | 2008     |

### Escrime
| Nom        | Discipline(s) | Année(s) |
| Luan Jujie | Fleuret (F)   | 1984     |
| Zhong Man  | Sabre (H)     | 2008     |

### Gymnastique artistique
| Nom                                                                | Discipline(s)                   | Année(s) |
| Li Ning                                                            | Sol (H)                         | 1984     |
| Li Ning                                                            | Cheval d'arçons (H)             | 1984     |
| Li Ning                                                            | Anneaux (H)                     | 1984     |
| Ma Yanhong                                                         | Barres asymétriques (F)         | 1984     |
| Lou Yun                                                            | Saut de cheval (H)              | 1984     |
| Lou Yun                                                            | Saut de cheval (H)              | 1988     |
| Li Xiaoshuang                                                      | Sol (H)                         | 1992     |
| Lu Li                                                              | Barres asymétriques (F)         | 1992     |
| Li Xiaoshuang                                                      | Concours général individuel (H) | 1996     |
| Yang Wei Zheng Lihui Li Xiaopeng Xing Aowei Huang Xu Xiao Junfeng  | Concours général par équipe (H) | 2000     |
| Li Xiaopeng                                                        | Barres parallèles (H)           | 2000     |
| Liu Xuan                                                           | Poutre (F)                      | 2000     |
| Teng Haibin                                                        | Cheval d'arçons(H)              | 2004     |
| Chen Yibing Huang Xu Xiaopeng Li Xiao Qin Yang Wei Zou Kai         | Concours général par équipe (H) | 2008     |
| Yang Yilin Cheng Fei Jiang Yuyuan Deng Linlin He Kexin Li Shanshan | Concours général par équipe (F) | 2008     |
| Yang Wei                                                           | Multiple individuel (H)         | 2008     |
| Yibing Chen                                                        | Anneaux (H)                     | 2008     |
| Qin Xiao                                                           | Cheval d'arçons (H)             | 2008     |
| Kai Zou                                                            | Exercices au sol (H)            | 2008     |
| Kai Zou                                                            | Barre fixe (H)                  | 2008     |
| Xiaopeng Li                                                        | Barres parallèles (H)           | 2008     |
| He Kexin                                                           | Barres asymétriques (F)         | 2008     |

### Haltérophilie
| Nom              | Discipline(s)       | Année(s) |
| Zeng Guoqiang    | Mouches -52 kg      | 1984     |
| Wu Shude         | Coqs 52-56 kg       | 1984     |
| Chen Weiqiang    | Plumes 56-60 kg     | 1984     |
| Yao Jingyuan     | Légers 60-67,5 kg   | 1984     |
| Tang Lingsheng   | Coqs 54-59 kg       | 1996     |
| Zhan Xugang      | Légers 64-70 kg     | 1996     |
| Zhan Xugang      | Moyens 69-77 kg (H) | 2000     |
| Yang Xia         | Moins de 53 kg (F)  | 2000     |
| Chen Xiaomin     | Moins de 63 kg (F)  | 2000     |
| Lin Weining      | Moins de 69 kg (F)  | 2000     |
| Ding Meiyuan     | Plus de 75 kg (F)   | 2000     |
| Shi Zhiyong      | Plumes 56-62 kg (H) | 2004     |
| Zhang Guozheng   | Légers 62-69 kg (H) | 2004     |
| Chen Yanqing     | Moins de 58 kg (F)  | 2004     |
| Liu Chunhong     | Moins de 69 kg (F)  | 2004     |
| Tang Gonghong    | Plus de 75 kg (F)   | 2004     |
| Chen Xiexia      | Moins de 48 kg (F)  | 2008     |
| Long Qingquan    | Moins de 56 kg (H)  | 2008     |
| Chen Yanqing     | Moins de 58 kg (F)  | 2008     |
| Zhang Xiangxiang | Moins de 62 kg (H)  | 2008     |
| Liao Hui         | Moins de 69 kg (H)  | 2008     |
| Liu Chunhong     | Moins de 69 kg (F)  | 2008     |
| Cao Lei          | Moins de 75 kg (F)  | 2008     |
| Lu Yong          | Moins de 85 kg (H)  | 2008     |

### Judo
| Nom            | Discipline(s) | Année(s) |
| Zhuang Xiaoyan | +72 kg (F)    | 1992     |
| Sun Fuming     | +72 kg (F)    | 1996     |
| Tang Lin       | -78 kg (F)    | 2000     |
| Yuan Hua       | +78 kg (F)    | 2000     |
| Xian Dongmei   | -52 kg (F)    | 2004     |
| Xian Dongmei   | -52 kg (F)    | 2008     |
| Yang Xiuli     | -78 kg (F)    | 2008     |
| Tong Wen       | +78 kg (F)    | 2008     |

### Lutte
| Nom       | Discipline(s)          | Année(s) |
| Wang Xu   | Lutte libre -72 kg (F) | 2004     |
| Wang Jiao | Lutte libre -72 kg (F) | 2008     |

### Natation
| Nom         | Discipline(s)        | Année(s) |
| Yang Wenyi  | 50 m nage libre (F)  | 1992     |
| Zhuang Yong | 100 m nage libre (F) | 1992     |
| Hong Qian   | 100 m papillon (F)   | 1992     |
| Lin Li      | 200 m 4 nages (F)    | 1992     |
| Le Jingyi   | 100 m nage libre (F) | 1996     |
| Luo Xuejuan | 100 m brasse (F)     | 2004     |
| Liu Zige    | 200 m papillon (F)   | 2008     |

### Plongeon
| Nom                        | Discipline(s)                   | Année(s) |
| Zhou Jihong                | Plateforme 10 m (F)             | 1984     |
| Xu Yanmei                  | Plateforme 10 m (F)             | 1988     |
| Gao Min                    | Tremplin 3 m (F)                | 1988     |
| Gao Min                    | Tremplin 3 m (F)                | 1992     |
| Sun Shuwei                 | Plateforme 10 m (H)             | 1992     |
| Fu Mingxia                 | Plateforme 10 m (F)             | 1992     |
| Fu Mingxia                 | Tremplin 3 m (F)                | 1996     |
| Fu Mingxia                 | Plateforme 10 m (F)             | 1996     |
| Xiong Ni                   | Tremplin 3 m (H)                | 1996     |
| Xiong Ni                   | Tremplin 3 m (H)                | 2000     |
| Tian Liang                 | Plateforme 10 m (H)             | 2000     |
| Xiong Ni et Xiao Hailiang  | Plongeon synchronisé à 3 m (H)  | 2000     |
| Li Na et Sang Xue          | Plongeon synchronisé à 10 m (F) | 2000     |
| Fu Mingxia                 | Tremplin 3 m (F)                | 2000     |
| Peng Bo                    | Tremplin 3 m (H)                | 2004     |
| Guo Jingjing               | Tremplin 3 m (F)                | 2004     |
| Hu Jia                     | Plateforme 10 m (H)             | 2004     |
| Wu Minxia et Guo Jingjing  | Plongeon synchronisé à 3 m (F)  | 2004     |
| Tian Liang et Yang Jinghui | Plongeon synchronisé à 10 m (H) | 2004     |
| Lao Lishi et Li Ting       | Plongeon synchronisé à 10 m (F) | 2004     |
| Wang Feng et Qin Kai       | Plongeon synchronisé à 3 m (H)  | 2008     |
| Guo Jingjing et Wu Minxia  | Plongeon synchronisé à 3 m (F)  | 2008     |
| Huo Liang et Lin Yue       | Haut-vol synchronisé à 10 m (H) | 2008     |
| Chen Ruolin et Wang Xin    | Haut-vol synchronisé à 10 m (F) | 2008     |
| He Chong                   | Tremplin à 3 m (H)              | 2008     |
| Guo Jingjing               | Tremplin à 3 m (F)              | 2008     |
| Ruolin Chen                | Haut-vol à 10 m (F)             | 2008     |

### Taekwondo
| Nom        | Discipline(s) | Année(s) |
| Chen Zhong | +67 kg (F)    | 2000     |
| Luo Wei    | -67 kg (F)    | 2004     |
| Chen Zhong | +67 kg (F)    | 2004     |
| Wu Jingyu  | -49 kg (F)    | 2008     |

### Tennis
| Nom                     | Discipline(s) | Année(s) |
| Li Ting et Sun Tiantian | Double (D)    | 2004     |

### Tennis de table
| Nom                           | Discipline(s) | Année(s) |
| Chen Longcan et Wei Qingguang | Double (H)    | 1988     |
| Chen Jing                     | Simple (F)    | 1988     |
| Lu Lin et Wang Tao            | Double (H)    | 1992     |
| Deng Yaping                   | Simple (F)    | 1992     |
| Deng Yaping et Qiao Hong      | Double (F)    | 1992     |
| Liu Guoliang                  | Simple (H)    | 1996     |
| Liu Guoliang et Kong Linghui  | Double (H)    | 1996     |
| Deng Yaping                   | Simple (F)    | 1996     |
| Deng Yaping et Qiao Hong      | Double (F)    | 1996     |
| Kong Linghui                  | Simple (H)    | 2000     |
| Wang Liqin et Yan Sen         | Double (H)    | 2000     |
| Wang Nan                      | Simple (F)    | 2000     |
| Li Ju et Wang Nan             | Double (F)    | 2000     |
| Chen Qi et Ma Lin             | Double (H)    | 2004     |
| Zhang Yining                  | Simple (F)    | 2004     |
| Wang Nan et Zhang Yining      | Double (F)    | 2004     |
| Ma Lin                        | Simple (H)    | 2008     |
| Zhang Yining                  | Simple (F)    | 2008     |
| Ma Lin et Wang Hao            | Double (H)    | 2008     |
| Guo Yue et Zhang Yining       | Double (F)    | 2008     |

### Tir
| Nom         | Discipline(s)                       | Année(s) |
| Xu Haifeng  | Pistolet à 50 m (H)                 | 1984     |
| Wu Xiaoxuan | Carabine à 50 m trois positions (F) | 1984     |
| Li Yuwei    | 50 m cible mobile (M)               | 1984     |
| Wang Yifu   | Pistolet à air comprimé 10 m (H)    | 1992     |
| Zhang Shan  | Skeet (H)                           | 1992     |
| Yang Ling   | Cible mobile 10 m (H)               | 1996     |
| Li Duihong  | Pistolet 25 m (F)                   | 1996     |
| Yalin Cai   | Carabine 10 m (H)                   | 2000     |
| Luna Tao    | Pistolet 10 m (F)                   | 2000     |
| Ling Yang   | Cible mobile 10 m (H)               | 2000     |
| Du Li       | Carabine 10 m (F)                   | 2004     |
| Zhu Qinan   | Carabine 10 m (H)                   | 2004     |
| Jia Zhanbo  | Carabine 50 m 3 positions (H)       | 2004     |
| Wang Yifu   | Pistolet 10 m (H)                   | 2004     |
| Pang Wei    | Pistolet à air comprimé 10 m (H)    | 2008     |
| Guo Wenjun  | Pistolet à air comprimé 10 m (F)    | 2008     |
| Chen Ying   | Pistolet 25 m (F)                   | 2008     |
| Du Li       | Carabine à 50 m trois positions (F) | 2008     |
| Qiu Jian    | Carabine à 50 m trois positions (H) | 2008     |

### Tir à l'arc
| Nom            | Discipline(s)            | Année(s) |
| Zhang Juanjuan | Épreuve individuelle (F) | 2008     |

### Trampoline
| Nom      | Discipline(s)            | Année(s) |
| He Wenna | Épreuve individuelle (F) | 2008     |

### Voile
| Nom      | Discipline(s)       | Année(s) |
| Yin Jian | Planche à voile (F) | 2008     |

### Volley-ball
| Nom | Discipline(s) | Année(s) |
| Hou Yuzhu, Jiang Ying, Lang Ping, Li Yanjun, Liang Yan, Su Huijuan, Yang Xiaojun, Yang Xilan, Zhang Rongfang, Zheng Meizhu, Zhou Xiaolan, Zhu Ling | Tournoi (F)   | 1984     |
| Wang Lina, Song Nina, Chen Jing, Zhang Yuehong, Zhao Ruirui, Suhong Zhou, Li Shan, Yanan Liu, Yang Hao, Feng Kun, Zhang Ping, Zhang Na             | Tournoi (F)   | 2004     |

## Jeux olympiques d'hiver

### Patinage artistique
| Noms                    | Discipline(s) | Année(s) |
| Zhao Hongbo et Shen Xue | Couple        | 2010     |

### Ski acrobatique
| Noms        | Discipline(s) | Année(s) |
| Xiaopen Han | Sauts (H)     | 2006     |

### Short-track
| Noms          | Discipline(s) | Année(s) |
| Yang Yang (A) | 500 m (F)     | 2002     |
| Yang Yang (A) | 1 000 m (F)   | 2002     |
| Wang Meng     | 500 m (F)     | 2006     |
| Wang Meng     | 500 m (F)     | 2010     |
| Yang Zhou     | 1 500 m (F)   | 2010     |